# Bauche

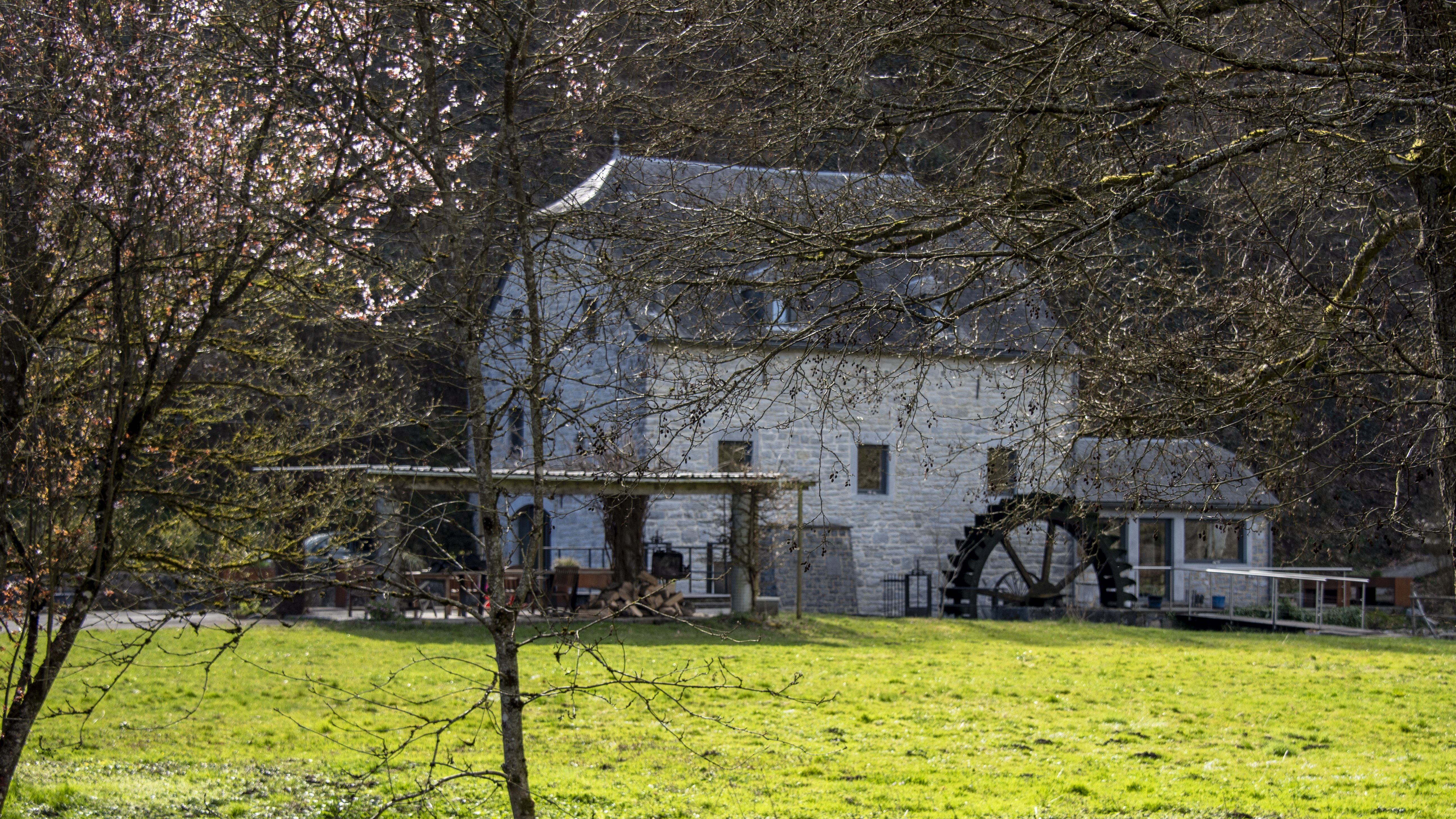
Molen in Bauche

Bauche is een deelgemeente van de Belgische gemeente Yvoir. De Bocq loopt door Bauche en mondt in Yvoir uit in de Maas.

## Geschiedenis van de metallurgie
In de 16e eeuw stonden tussen Bauche en Yvoir twaalf hoogovens over een afstand van vijf kilometer. De Bocq was vroeger de krachtbron voor de watermolens die de toenmalige smeedhamers (plaatselijk maka's genoemd) aandreef bij de bewerking van ijzer waarvan het erts in de omgeving werd gevonden. Een document uit 1518 verwijst naar Bauche en de gunstige omstandigheden daar om daar een molen te bouwen en ijzer te maken en te smeden. Bauche en omgeving waren de bakermat van de Waalse ijzerindustrie.
De aanwezigheid van de rivier de Maas voor het transport en de bossen in de omgeving voor het stookhout waren medebepalend voor de ontwikkeling van de metallurgie. Vanaf de 19e eeuw verplaatste die industrietak zich naar Luik en Charleroi. De huidige watermolen uit het begin van de 19e eeuw, nog actieve korenmolen tot 1946, kwam op de plaats van de hoogoven te staan. Anderen werden oliemolen of korenmolen. De hoogoven in Bauche staakte zijn activiteit al in de 18e eeuw.

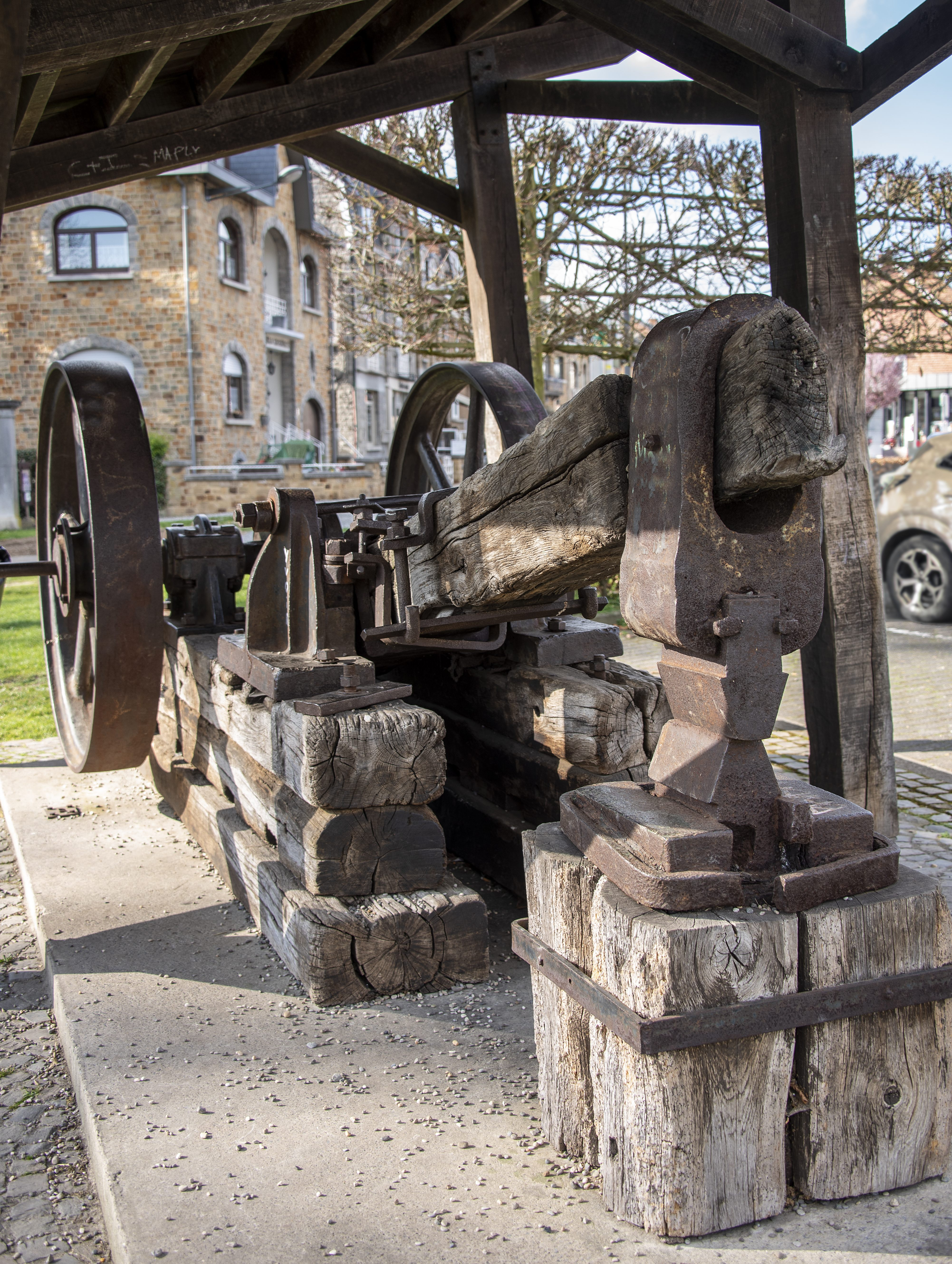
Een maka op een plein in Yvoir
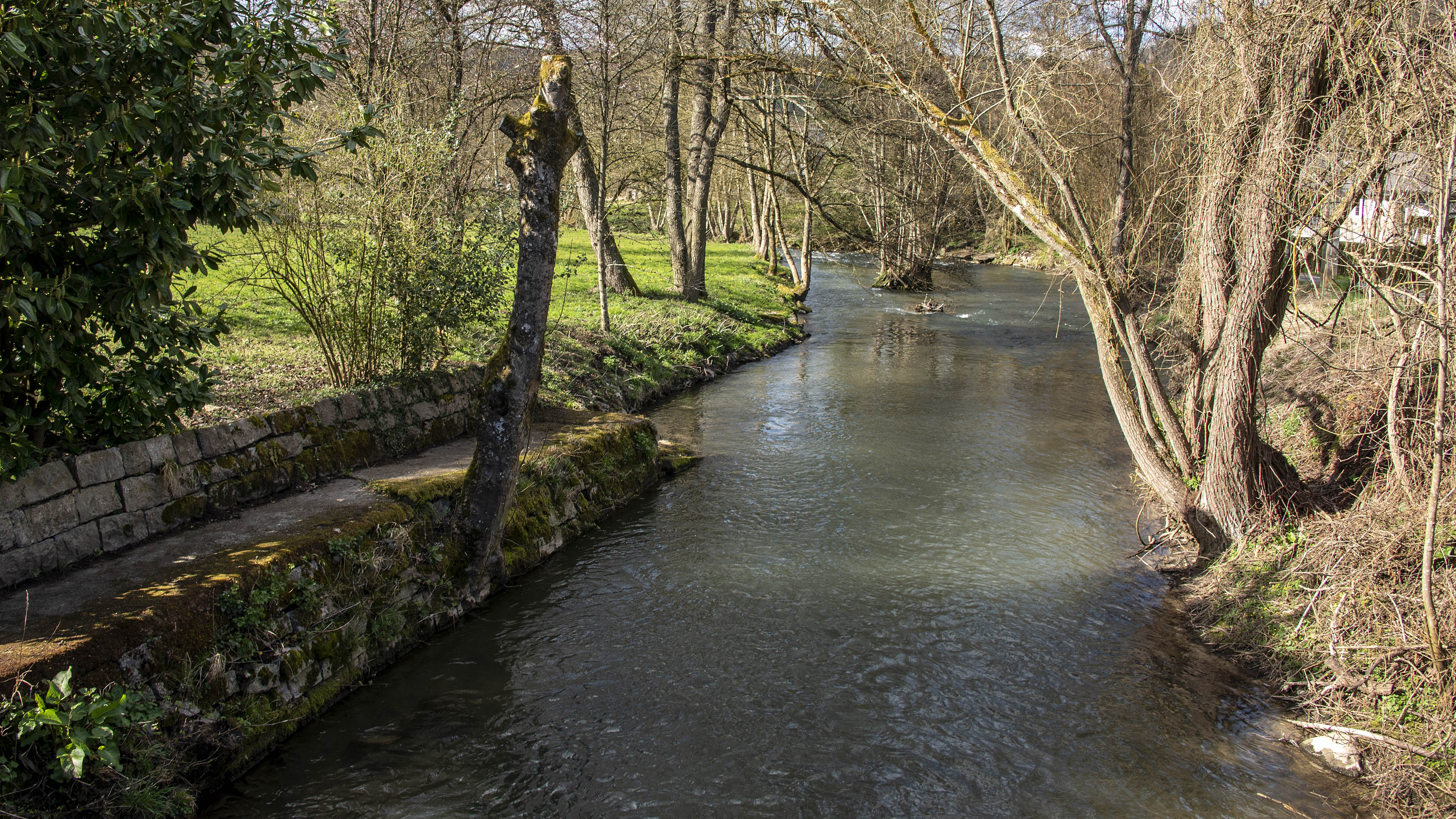
De Bocq in Bauche